# Anna Janßen
Anna Janßen (Kevelaer, 28 de agosto de 2001) es una deportista alemana que compite en tiro, en la modalidad de rifle.
Ganó una medalla de bronce en el Campeonato Mundial de Tiro de 2022 y cuatro medallas en el Campeonato Europeo de Tiro entre los años 2022 y 2024.

## Palmarés internacional
| Campeonato Mundial | Campeonato Mundial  | Campeonato Mundial | Campeonato Mundial            |
| Año                | Lugar               | Medalla            | Prueba                        |
| ------------------ | ------------------- | ------------------ | ----------------------------- |
| 2022               | El Cairo (Egipto)   | Medalla de bronce  | Rifle 3 posiciones 50 m mixto |
| Campeonato Europeo |                     |                    |                               |
| Año                | Lugar               | Medalla            | Prueba                        |
| 2022               | Breslavia (Polonia) | Medalla de oro     | Rifle en pos. tendida 50 m    |
| 2023               | Tallin (Estonia)    | Medalla de bronce  | Rifle 10 m                    |
| 2024               | Győr (Hungría)      | Medalla de oro     | Rifle 10 m                    |
| 2024               | Győr (Hungría)      | Medalla de oro     | Rifle 10 m mixto              |